# Ėmin Levonovič Chačaturjan
Ėmin Levonovič Chačaturjan (in russo Эмин Левонович Хачатурян?; in armeno Էմին Լևոնի Խաչատրյան?, Emin Lewoni Xačatryan; Mosca, 5 agosto 1930 – Erevan, 5 agosto 2000) è stato un compositore e direttore d'orchestra sovietico originario dell'Armenia.
Nel 1975 fu insignito del titolo di Artista del popolo della Repubblica Socialista Federativa Sovietica Russa.
Nipote del compositore Aram Il'ič Chačaturjan, studiò presso il Conservatorio di Mosca, fu orchestrale presso il Teatro Bol'šoj e contribuì alla composizione di numerose colonne sonore della cinematografia sovietica. Dal 1961 al 1979 fu direttore d'orchestra dell'Orchestra sinfonica cinematografica statale russa in russo Российский государственный симфонический оркестр кинематографии?.